# Thaiföld himnusza
A Phleng Csat (เพลงชาติ) Thaiföld nemzeti himnusza. 1939. december 10-én vált hivatalos himnusszá. Zenéjét Peter Feit (thai neve: Phra Csendurijang) királyi zenei tanácsadó szerezte. A szövegét Luang Szaranupraphan írta.
A himnusz néhány nappal az 1932-es puccs után született. 1932 júliusában mutatták be először. Az eredeti szöveget Khun Vicsitmatra szerezte. 1939-ben, miután az ország neve Sziámról Thaiföldre változott, versenyt hirdettek új szöveg írására, melyet Luang Szaranuprapan nyert meg. Plek Phibunszongkhram miniszterelnök rendelete értelmében a himnuszt mindennap 8 és 18 órakor le kell játszani, és az állampolgároknak állva kell végighallgatni. Ez a rendelet ma is érvényben van.

## A himnusz szövege
| Thai szöveg                  | Magyar átírás                                  |
| ---------------------------- | ---------------------------------------------- |
| ประเทศไทยรวมเลือดเนื้อชาติเชื้อไทย | Prathet thai ruam lüat nua csat csua thai,     |
| เป็นประชารัฐ ไผทของไทยทุกส่วน    | pen pracsa rat, phathai khong thai thuk szuan, |
| อยู่ดำรงคงไว้ได้ทั้งมวล            | ju damrong khong vai dai thang muan,           |
| ด้วยไทยล้วนหมาย รักสามัคคี        | duai thai luan mai, rak szamak khi,            |
| ไทยนี้รักสงบ แต่ถึงรบไม่ขลาด       | thai ni rak sza-ngop, tae thüng rop mai khlat, |
| เอกราชจะไม่ให้ใครข่มขี่           | ekkarat csa mai hai khrai khom khi,            |
| สละเลือดทุกหยาดเป็นชาติพลี        | szala lüat thuk jat pen csat phli,             |
| เถลิงประเทศชาติไทยทวี มีชัย ชโย   | thalöng prathet csat thai thavi micsaj csa-jó. |

## Külső hivatkozások
- Szöveges változat letöltése – Government Public Relations Department, Thaiföld
- Instrumentális változat letöltése – Government Public Relations Department, Thaiföld